# Villabé
Villabé je francouzská obec v departementu Essonne v regionu Île-de-France. Leží 30 kilometrů jihovýchodně od Paříže.

## Jméno obce
Jméno obce pochází z latinského pojmenování místa – Villa Abbatis. V roce 1793 vznikla obec pod současným jménem.

## Geografie
Sousední obce: Lisses, Corbeil-Essonnes, Ormoy a Mennecy.
Obcí protéká řeka Essonne.

## Historie
Dle archeologických nálezů bylo místo osídleno už v době kamenné.

## Památky
- kostel sv. Marcela
- akvadukt

## Vývoj počtu obyvatel
Počet obyvatel

## Osobnosti obce
- Pierre Hébert, sochař

## Doprava
Obec je dostupná autobusy a RER D. Přes její území vede dálnice A6.

## Partnerské město
- Migliarino